# Ширалиев, Октай Кязым оглы
Октай Кязым оглы Ширалиев (азерб. Oqtay Kazım oğlu Şirəliyev; род. 2 августа 1950) — азербайджанский государственный деятель, министр здравоохранения Азербайджана (с 2005 по 2021 год); профессор, доктор медицинских наук.

## Биография
Октай Ширалиев родился в 1950 году в Баку. Окончил Азербайджанский медицинский институт имени Н. Нариманова.
Руководил Республиканским диагностическим центром. Президент республики Ильхам Алиев своим распоряжением от 20 октября 2005 года освободил от должности министра здравоохранения Али Инсанова и тогда же назначил вместо него Октая Ширалиева.
В апреле 2008 года И. Алиев утвердил его одним из членов Государственной комиссии по проведению реформ в сфере науки, которой надлежало в течение шести месяцев подготовить и направить на утверждение главе государства Национальную стратегию развития науки на 2009—2015 годы, а также проект Госпрограммы. В ноябре тоже года Ширалиев вошёл в состав оргкомитета по проведению и подготовки в Баку конференции министров культуры стран-членов Совета Европы на тему «Межкультурный диалог — основа устойчивого развития и мира в Европе и соседних с ним регионах» (глава оргкомитета премьер-министр А. Расизаде).
Распоряжениями Ильхама Алиева, Октай Ширалиев в январе 2013 года вошёл в состав Организационного комитета первых Европейских игр в Баку (председатель комитета супруга президента Мехрибан), а в феврале того же года Ширалиев стал членом Организационного комитета Кубка мира-2015 по шахматам и Всемирной шахматной олимпиады-2016 (глава оргкомитета Ягуб Эюбов).
По причине взяточничества в медучреждении, журналист-фрилансер Теймур Керимов в мае 2019 года провёл одиночную акцию протеста перед Министерством здравоохранения Азербайджана. Как физическое лицо Октай Ширалиев подал в суд на журналиста за клевету и оскорбление.
В апреле 2015 и мае 2019 годов Ширалиев становился одним из членов комиссии Премии Гейдара Алиева (председатель комиссии — Ильхам Алиев).
23 апреля 2021 года президент Азербайджанской Республики подписал распоряжение об освобождении О. Ширалиева от должности министра здравоохранения Азербайджанской Республики.

## Частная жизнь
Октай Ширалиев защитил в Москве кандидатскую и докторскую диссертации. Докторскую он защищал в Национальном медицинском исследовательском центре онкологии имени Н. Н. Блохина на Каширском шоссе.
Приходится двоюродным братом Первому вице-президенту Азербайджана Мехрибан Алиевой. По крайне мере известно, что Мехрибан Алиева вместе со своими дочерьми были приглашены на свадьбу сына Октая Ширалиева — Кязыма, который женился на дочери бизнесмена.
Его дочь Нармин Ширалиева (1974 г.р.) также родилась Баку. С 1995 года она стала активно работать в российских СМИ, в частности на телеканале «Культура». Осенью 2013 года перешла на работу в администрацию губернатора Московской области, находясь в должности советника по культуре в ранге министра. В 2018 году губернатор области А. Ю. Воровьёв назначил Нармин Ширалиеву министром культуры Московской области (Россия). Была замужем за теле- и кинорежиссёром Евгением Гинзбургом, от которого у неё в 1999 году родился сын Александр.
Его сын Мурад Ширалиев работал в системе Международного банка Азербайджана (Межбанка Азербайджана, МБА).

## Награды
- Орден «Слава» (Азербайджан, 2015) — «за заслуги в развитии здравоохранения Азербайджанской Республики»[16]
- Медаль Азербайджанского общества Красного полумесяца (2007)[17]
- Медаль «5-летие (2005-2010) Министерства по чрезвычайным ситуациям Азербайджанской Республики» (2010)[18]